# عملية فورسيث بارك
```
قالب:Campaignbox Iraq War battlesتم
 الانتهاء 
من عملية فورسيث بارك
 (أيضًا: 
عملية فورسيث بارك
 ) في 
ألبو بالي
، الواقعة على بعد 15 كيلومترًا شمال شرق 
الرمادي
 في يوم الأربعاء 5 مايو 2007 في الرمادي، العراق، من قبل ما يقرب من 450 من قوات الأمن العراقية وقوات التحالف.
```

## مهمة
نفذت قوة أمن محافظة الأنبار الثانية، وخبراء هدم من الجيش العراقي ، وجنود أمريكيون من الكتيبة الثالثة، الفوج المدرع 69، فريق اللواء القتالي الأول، فرقة المشاة الثالثة ، وقوة المهام باثفايندر (مع عناصر من كتيبة المهندسين 321 والسرية ج، سرية المهندسين 397) عملية اخلاء استمرت أسابيع، مستهدفةً إحدى النقاط الساخنة المتبقية في منطقة عمليات اللواء. أمضت قوة المهام باثفايندر ساعات طويلة في اخلاء الطرق، وغالبًا ما كانت في مهمة لأكثر من 24 ساعة متواصلة، لإزالة تهديدات العبوات الناسفة، حتى تتمكن قوة أمن المحافظة الثانية من إكمال مهمتها.
بدأت عملية فورسيث بارك في الساعات الأولى من صباح يوم 26 أبريل، حيث أصيب عدد من جنود التحالف في الدقائق الأولى من العملية بعبوات ناسفة زُرعت في مناطق استراتيجية كالجسور البرية فوق القنوات، مع تفجيرات نفذتها القيادة. وحُددت إحدى نقاط إطلاق النار هذه على بُعد يزيد عن 600 متر، واضطرت إلى حفرها باستخدام معول. وهذا مثال واضح على قيام المتمردين بزرع هذه العبوات قبل أشهر، بل سنوات، لإبعاد قوات التحالف عن هذه المناطق.
قال العقيد جون تشارلتون، قائد فرقة اللواء القتالي الأولى: "شهدنا تزايدًا في نشاط العدو في هذه المنطقة خلال الأسابيع الثلاثة الماضية. وبمجرد أن هيأنا الظروف وبنينا قوة قتالية كافية، نقلنا المعركة إلى أرض العدو وقدمنا الإغاثة الضرورية للسكان".
خلال العملية، تعرضت قوات التحالف لهجمات شبه يومية بقذائف صاروخية ونيران أسلحة خفيفة وعبوات ناسفة تتراوح أحجامها بين 10 أرطال و150-200 رطل من المتفجرات. كما كان هناك تهديدات مستمرة من القناصة ونيران الرشاشات الثقيلة والصواريخ البدائية. قال الرقيب ديفيد جونسون من سرية ب، الكتيبة الهندسية 321، قوة المهام باثفايندر: "كنا نتولى المهمة من فريق آخر كان يعمل على تطهير الطرق، وكنا نفجر المركبات بعبوة ناسفة مزروعة في جوانب الطرق المرتفعة، دون أن تترك أي أثر مرئي، قبل أن نصل إلى الحد الأقصى للتقدم من فريق تطهير الطريق السابق. كانت السرعة قاتلة، وكانت سرعة 1-2 ميل في الساعة سرعة جيدة، وكان الجنود في المركبات الأمامية بارعين للغاية في رصد الأسلاك النحاسية الرقيقة، أو ما كان يُعرف بـ"المسار الحلزوني" في الطرق الترابية، أو الشقوق في الأجزاء المعبدة."

## نتيجة
تُعدّ هذه العملية، التي حدثت على امتداد أيامٍ عدة، العملية الثامنة واسعة النطاق التي ينفذها اللواء هذا العام. واكتشفت الشرطة والجنود مخابئ أسلحة متعددة، بما في ذلك 28 عبوة ناسفة بدائية الصنع ، وثلاثة 14.5 مدافع مضادة للطائرات عيار 20 ملم، وخمسة قذائف هاون ، و300 رطل من المتفجرات محلية الصنع، و2200 جالون من حمض النيتريك ، و200 كبسولة تفجير. قُتل ستة من أفراد قوات التحالف ، وعدد من الجنود والشرطة العراقيين، بالإضافة إلى عدد من المتمردين خلال العملية.

## الوحدات
وحدات الولايات المتحدة
- الكتيبة الثالثة، الفوج المدرع 69، فريق القتال الأول، فرقة المشاة الثالثة
- فريق التحكم في القوة النارية 6، مفرزة F، شركة الاتصال الرابعة لإطلاق النار الجوي البحري، قوة المشاة البحرية الثانية (FWD)
- فرقة العمل باثفايندر (كتيبة المهندسين 321، فوج المهندسين 397)

- وحدات العراق
- قوة أمن المحافظة الثانية، الجيش العراقي
- الفرقة السابعة للجيش العراقي، سرية الاستخبارات والمراقبة والاستطلاع
- فرقة التخلص من الذخائر المتفجرة التابعة للجيش العراقي، الفرقة السابعة

## روابط خارجية
- بيان رقم البيان 20070504-17 الموقع الرسمي للقوة المتعددة الجنسيات - العراق